# USP21
USP21 (англ. Ubiquitin specific peptidase 21) – білок, який кодується однойменним геном, розташованим у людей на 1-й хромосомі. Довжина поліпептидного ланцюга білка становить 565 амінокислот, а молекулярна маса — 62 656.
| 10         |  | 20         |  | 30         |  | 40         |  | 50         |
| ---------- |  | ---------- |  | ---------- |  | ---------- |  | ---------- |
| MPQASEHRLG |  | RTREPPVNIQ |  | PRVGSKLPFA |  | PRARSKERRN |  | PASGPNPMLR |
| PLPPRPGLPD |  | ERLKKLELGR |  | GRTSGPRPRG |  | PLRADHGVPL |  | PGSPPPTVAL |
| PLPSRTNLAR |  | SKSVSSGDLR |  | PMGIALGGHR |  | GTGELGAALS |  | RLALRPEPPT |
| LRRSTSLRRL |  | GGFPGPPTLF |  | SIRTEPPASH |  | GSFHMISARS |  | SEPFYSDDKM |
| AHHTLLLGSG |  | HVGLRNLGNT |  | CFLNAVLQCL |  | SSTRPLRDFC |  | LRRDFRQEVP |
| GGGRAQELTE |  | AFADVIGALW |  | HPDSCEAVNP |  | TRFRAVFQKY |  | VPSFSGYSQQ |
| DAQEFLKLLM |  | ERLHLEINRR |  | GRRAPPILAN |  | GPVPSPPRRG |  | GALLEEPELS |
| DDDRANLMWK |  | RYLEREDSKI |  | VDLFVGQLKS |  | CLKCQACGYR |  | STTFEVFCDL |
| SLPIPKKGFA |  | GGKVSLRDCF |  | NLFTKEEELE |  | SENAPVCDRC |  | RQKTRSTKKL |
| TVQRFPRILV |  | LHLNRFSASR |  | GSIKKSSVGV |  | DFPLQRLSLG |  | DFASDKAGSP |
| VYQLYALCNH |  | SGSVHYGHYT |  | ALCRCQTGWH |  | VYNDSRVSPV |  | SENQVASSEG |
| YVLFYQLMQE |  | PPRCL      |  |            |  |            |  |            |

A: Аланін

C: Цистеїн

D: Аспарагінова кислота

E: Глутамінова кислота

F: Фенілаланін

G: Гліцин

H: Гістидин

I: Ізолейцин

K: Лізин

L: Лейцин

M: Метіонін

N: Аспарагін

P: Пролін

Q: Глутамін

R: Аргінін

S: Серин

T: Треонін

V: Валін

W: Триптофан

Кодований геном білок за функціями належить до гідролаз, протеаз, активаторів, регуляторів хроматину, тіолових протеаз. 
Задіяний у таких біологічних процесах, як транскрипція, регуляція транскрипції, убіквітинування білків, альтернативний сплайсинг. 
Білок має сайт для зв'язування з іонами металів, іоном цинку. 
Локалізований у цитоплазмі, ядрі.